# Hartmannus
Hartmannus († 878) war von 851 bis 878 Bischof von Lausanne.

## Leben
Hartmannus war Seelsorger des Hospizes Saint-Pierre de Mont-Joux (Hospiz auf dem Grossen St. Bernhard), bevor er 852 Bischof von Lausanne wurde. In seiner Amtszeit hielt er zwei Synoden zur Frage des Zehnten ab. In seine Amtszeit fiel eine Auseinandersetzung zwischen Konrad, Herzog von Burgund, und Hugbert, dem Schwager König Lothars II., um das Bistum Lausanne, in der sich Konrad durchsetzte. Hartmannus förderte die Künste, er veranlasste Um- und Ausbauten der Kathedrale Notre-Dame in Lausanne, wo er vermutlich auch bestattet wurde.